# Bleda
Pour les articles homonymes, voir Bleda (homonymie).
Bleda ou Bléda, mort vers 445, est un roi des Huns qui règne conjointement avec son frère Attila de 435 à sa mort. Leur règne conjoint est marqué par la signature du traité de Margus avec l'empereur d'Orient Théodose II (435), par la participation à une campagne contre les Burgondes du roi Gondicaire et par une guerre contre l'Empire d'Orient de 441 à 443. 
Bleda est probablement assassiné un peu plus tard sur l'ordre d'Attila, qui devient le seul maître de l'empire hunnique jusqu'à sa propre mort en 453.

## Biographie

### Sources
Les informations concernant Bleda viennent essentiellement de l'Histoire des Goths de l'historien byzantin Jordanès (VIe siècle), qui les reprend de Priscus (vers 410-vers 471), contemporain des évènements. 
On en trouve aussi quelques-unes dans la Chronique universelle de Prosper d'Aquitaine (390-463) et dans la Chronographie de Théophane le Confesseur (759-818). 

### Avènement
Bleda, fils du prince Moundzouk, est le frère ainé d'Attila. Lorsque les deux frères succèdent vers 435 comme rois des Huns à leur oncle Ruga, il semble que l'aîné se voie confier la partie orientale de l'empire hunnique et occupe la place de « roi principal » dans leur association : il est en effet le seul mentionné dans la Chronica Gallica de 452. 
On sait que, comme son frère, il a eu plusieurs épouses, probablement dans le cadre d'une stratégie d'alliances matrimoniales permettant aux deux souverains d'acquérir le soutien des chefs huns de second rang.  

### Le traité de Margus (435)
Les nouveaux rois poursuivent les négociations entamées par Ruga avec l'Empire romain d'Orient, où règne alors Théodose II depuis 408. Ces négociations aboutissent au traité de Margus (conclu dans l'actuelle Požarevac, en Serbie). 
Ce traité double le tribut annuel dû par l'empire en le portant à 700 livres d'or, faisant peut-être acter de la sorte la reconnaissance des deux souverains
Il convient en outre d'une extradition mutuelle des déserteurs, fugitifs et réfugiés, de l'établissement de marchés frontaliers pour les échanges commerciaux ainsi que l'engagement des Romains à ne pas s'allier avec d'autres peuples hostiles aux Huns. 
À la suite de l'accord, deux princes de la famille royale hunnique, Mama et Atakam, réfugiés chez les Romains, sont livrés à leur cousins et aussitôt empalés. 

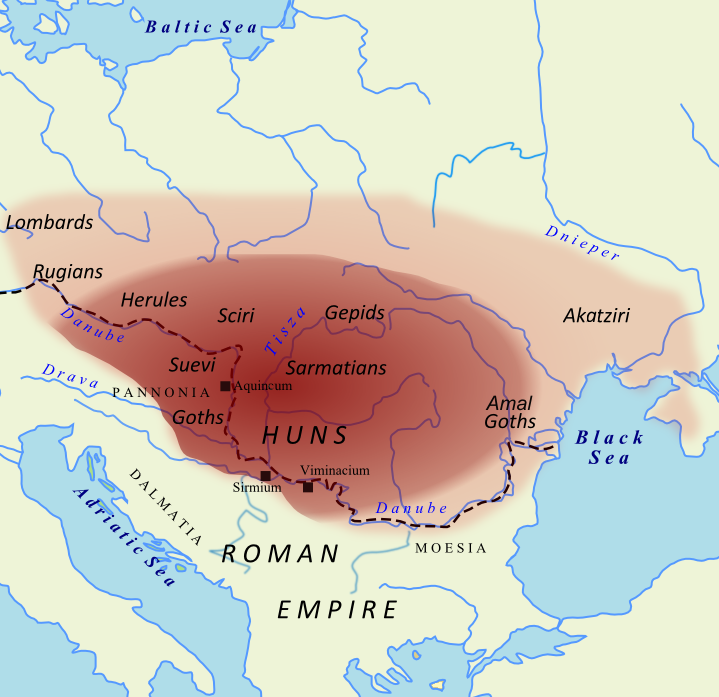
Empire hunnique vers 450, selon l'historien Peter Heather.

### Affermissement de la domination des Huns sur leurs vassaux
Le traité signé, les deux souverains s'attachent à reprendre en main les populations vassales, consolidant leur hégémonie sur les peuples, nomades ou sédentaires, vivant au nord du Danube (frontière de l'empire romain), sans que l'on puisse fixer avec précision les limites des territoires sous leur contrôle. 
Ils  lancent notamment une campagne contre les tribus scythes et une autre contre une peuplade mentionnée uniquement par Priscus sous le nom de « Sorosgues », opération attestant peut-être d'une volonté d'extension de leur domination.   
Les deux frères contribuent aussi à la campagne menée par Aetius, commandant en chef de l'armée impériale d'Occident au nom de l'empereur Valentinien III, participant probablement à l'anéantissement des Burgondes de Gondicaire vers 436 ou 437. Cette intervention laisse chez les Burgondes et autres Germains un souvenir terrible dont on retrouve l'écho au Moyen Âge dans les épopées germaniques (Chanson des Nibelungen) ou scandinaves (Edda de Snorri et Edda poétique).   

### La guerre contre l'Empire d'Orient (441-443)
En 441, Bleda et Attila rompent le traité de Margus, prétextant le pillage de tombes hunniques par l'évêque de cette ville, ainsi que le non-respect de la clause sur les réfugiés. En réalité, ils profitent de l'affaiblissement de la défense du limes danubien du fait des guerres menées contre les Vandales en Sicile et en Afrique, contre les Sassanides en Arménie, et contre divers peuples révoltés (Isauriens, Zanes, Berbères).   
Les troupes hunniques envahissent l'Illyrie et s'emparent de plusieurs places fortes : 
- Viminacium[10], qui, occupée puis pillée par Bleda[11], est ensuite rasée au sol[12] ;
- le camp d'Ulcisia Castra
- les villes de Singidunum, Naissus et Margus, dont l'évêque obtient un sauf-conduit pour avoir ouvert les portes aux Huns[9].

Une trêve est conclue avec les commandants romains Anatolius et Aspar, mais le conflit reprend dès 442, Théodose II ayant rappelé des légions de Sicile pour contrer l'offensive des Huns. Ceux-ci se retirent en 443, emportant un important butin tandis que l'empereur fait renforcer les défenses frontalières et refuse par la suite de payer le tribut.

### Mort
Bleda est assassiné, selon différentes sources (Priscus n'en parle pas), entre 442 et 447, probablement en 444 ou 445. Plusieurs auteurs antiques affirment que cet assassinat a été ordonné par Attila, voire qu'il l'a tué lui-même. Aucun auteur de donne de raison précise pour cette opération. 
Attila occupe dès lors seul la tête de l'empire hunnique. Il place son fils Ellac à la tête de la partie orientale de l'empire. Il doit immédiatement faire face à une révolte des Akatziri (en), peuplade hunnique de la région de la mer Noire, mais ce soulèvement est maté avec l'aide des Gépides. 
Il est probable que l'assassinat de Bleda a contribué à la dégradation des relations entre Attila et Aetius.

## Bleda dans la littérature et les arts

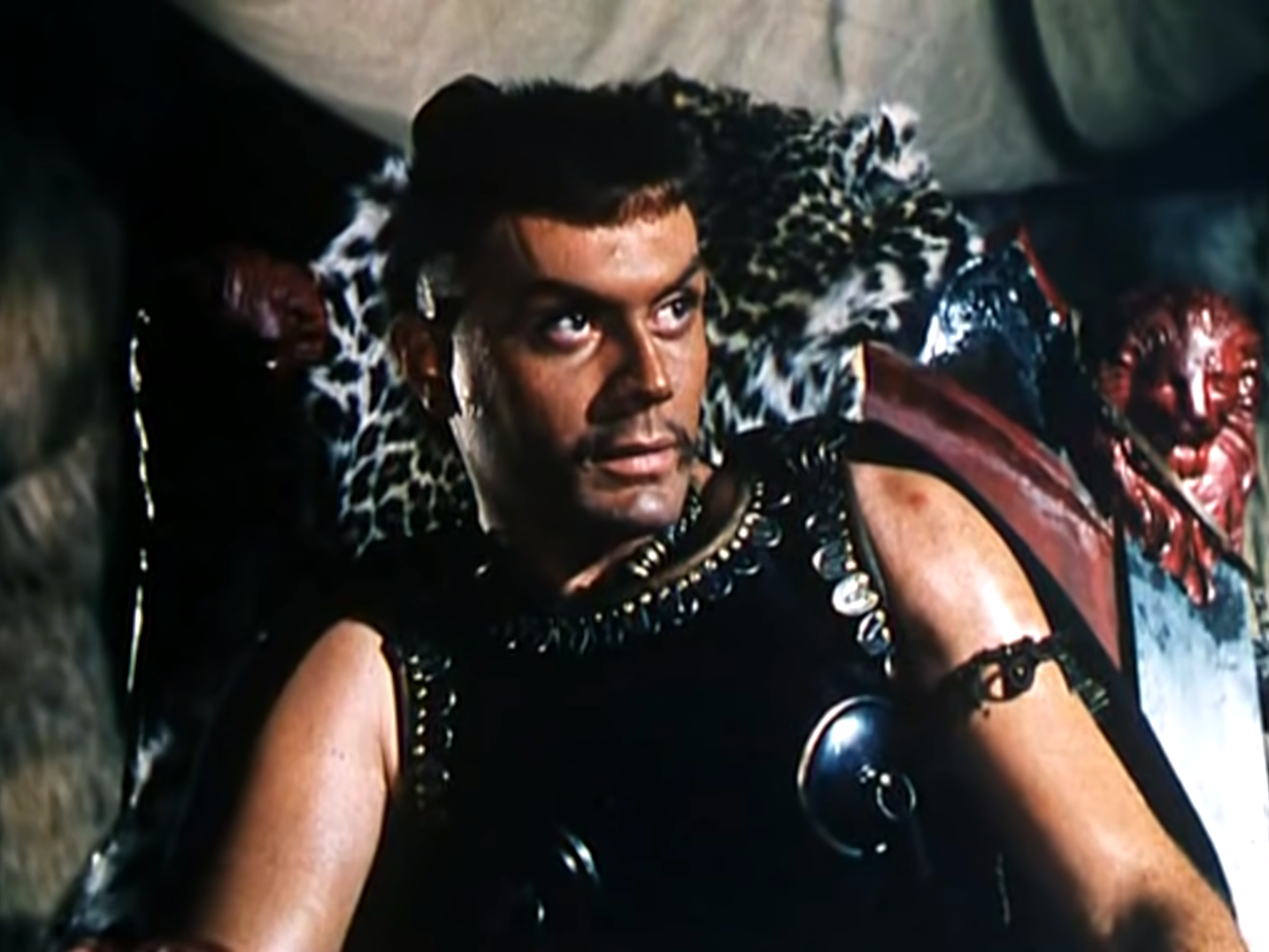
Ettore Mani dans le rôle de Bleda dans Attila, fléau de Dieu (1954)

### Littérature hongroise
Dans la culture hongroise, Bleda, connu sous le nom de Buda, figure dans plusieurs pièces de théâtre entre les XVIIe et XIXe siècles, dans lesquelles il est tué par son frère à cause de ses intrigues et de sa lâcheté, Attila étant considéré comme un prédécesseur mythique des rois de Hongrie. 
Une tradition médiévale reprise de Simon de Kéza par le poète hongrois János Arany au XIXe siècle fait d'Attila et de Bleda l'équivalent pour la Hongrie de Romulus et Rémus, Arany attribuant la fondation de la ville de Budapest à Bleda (Buda) qui est assassiné peu après par Attila. Aucune source antique ne corrobore cette assertion. 

### Cinéma
Le personnage de Bleda apparaît dans plusieurs films : 
- Attila, fléau de Dieu réalisé en 1954 par Pietro Francisci (incarné par Ettore Manni) ;
- Le Signe du païen réalisé en 1954 par Douglas Sirk (Leo Gordon) ;
- Attila le Hun, téléfilm réalisé en 2001 par Dick Lowry (Tommy Flanagan).